# Мале Брянцево
Мале Бря́нцево (рос. Малое Брянцево) — присілок у складі Подольського міського округу Московської області, Росія.

## Населення
Населення — 146 осіб (2010; 53 у 2002).
Національний склад (станом на 2002 рік):
- росіяни — 98 %